# Alampyris fuscus
Alampyris fuscus là một loài bọ cánh cứng trong họ Cerambycidae.